# Giải bóng chuyền nữ Vô địch châu Á 2007
Giải bóng chuyền nữ Vô địch châu Á 2007 là giải Vô địch châu Á lần thứ 14, được tổ chức từ ngày 5 tháng 9 đến ngày 13 tháng 9 năm 2007 tại Nakhon Ratchasima, Thái Lan.

## Địa điểm thi đấu
- MCC Hall, Khu mua sắm Nakhon Ratchasima, Nakhon Ratchasima, Thái Lan.

## Chia bảng
Các đội được gieo hạt giống dựa trên kết quả cuối cùng của họ tại Giải bóng chuyền nữ Vô địch châu Á 2005.
| Bảng A                                           | Bảng B                                        | Bảng C                                                          | Bảng D                                                   |
| ------------------------------------------------ | --------------------------------------------- | --------------------------------------------------------------- | -------------------------------------------------------- |
| Thái Lan (Host & 6th) · Úc (10th) · Tajikistan * | Trung Quốc (1st) · Việt Nam (8th) · Sri Lanka | Kazakhstan (2nd) · Đài Bắc Trung Hoa (5th) · Iran · New Zealand | Nhật Bản (3rd) · Hàn Quốc (4th) · Uzbekistan · Indonesia |

* Rút lui

## Vòng bảng thứ nhất

### Bảng A
|      |          |     | Trận | Trận | Điểm | Điểm | Điểm  | Set | Set | Set   |
| Hạng | Đội      | Pts | W    | L    | W    | L    | Tỉ lệ | W   | L   | Tỉ lệ |
| ---- | -------- | --- | ---- | ---- | ---- | ---- | ----- | --- | --- | ----- |
| 1    | Thái Lan | 2   | 1    | 0    | 75   | 36   | 2.083 | 3   | 0   | MAX   |
| 2    | Úc       | 1   | 0    | 1    | 36   | 75   | 0.480 | 0   | 3   | 0.000 |

| Ngày       | Giờ   |          | Điểm |    | Set 1 | Set 2 | Set 3 | Set 4 | Set 5 | Tổng  |
| ---------- | ----- | -------- | ---- | -- | ----- | ----- | ----- | ----- | ----- | ----- |
| 05 tháng 9 | 16:00 | Thái Lan | 3–0  | Úc | 25–13 | 25–11 | 25–12 |       |       | 75–36 |

### Bảng B
|      |            |     | Trận | Trận | Điểm | Điểm | Điểm  | Set | Set | Set   |
| Hạng | Đội        | Pts | W    | L    | W    | L    | Tỉ lệ | W   | L   | Tỉ lệ |
| ---- | ---------- | --- | ---- | ---- | ---- | ---- | ----- | --- | --- | ----- |
| 1    | Trung Quốc | 4   | 2    | 0    | 150  | 60   | 2.500 | 6   | 0   | MAX   |
| 2    | Việt Nam   | 3   | 1    | 1    | 115  | 105  | 1.095 | 3   | 3   | 1.000 |
| 3    | Sri Lanka  | 2   | 0    | 2    | 50   | 150  | 0.333 | 0   | 6   | 0.000 |

| Ngày       | Giờ   |            | Điểm |            | Set 1 | Set 2 | Set 3 | Set 4 | Set 5 | Tổng  |
| ---------- | ----- | ---------- | ---- | ---------- | ----- | ----- | ----- | ----- | ----- | ----- |
| 05 tháng 9 | 10:00 | Việt Nam   | 3–0  | Sri Lanka  | 25–11 | 25–9  | 25–10 |       |       | 75–30 |
| 06 tháng 9 | 15:30 | Trung Quốc | 3–0  | Việt Nam   | 25–14 | 25–11 | 25–15 |       |       | 75–40 |
| 07 tháng 9 | 12:00 | Sri Lanka  | 0–3  | Trung Quốc | 6–25  | 6–25  | 8–25  |       |       | 20–75 |

### Bảng C
|      |                   |     | Trận | Trận | Điểm | Điểm | Điểm  | Set | Set | Set   |
| Hạng | Đội               | Pts | W    | L    | W    | L    | Tỉ lệ | W   | L   | Tỉ lệ |
| ---- | ----------------- | --- | ---- | ---- | ---- | ---- | ----- | --- | --- | ----- |
| 1    | Kazakhstan        | 6   | 3    | 0    | 225  | 140  | 1.607 | 9   | 0   | MAX   |
| 2    | Đài Bắc Trung Hoa | 5   | 2    | 1    | 204  | 157  | 1.299 | 6   | 3   | 2.000 |
| 3    | New Zealand       | 4   | 1    | 2    | 183  | 243  | 0.753 | 3   | 7   | 0.429 |
| 4    | Iran              | 3   | 0    | 3    | 175  | 247  | 0.709 | 1   | 9   | 0.111 |

| Ngày       | Giờ   |                   | Điểm |                   | Set 1 | Set 2 | Set 3 | Set 4 | Set 5 | Tổng  |
| ---------- | ----- | ----------------- | ---- | ----------------- | ----- | ----- | ----- | ----- | ----- | ----- |
| 05 tháng 9 | 11:30 | New Zealand       | 0–3  | Đài Bắc Trung Hoa | 19–25 | 6–25  | 13–25 |       |       | 38–75 |
| 05 tháng 9 | 20:00 | Kazakhstan        | 3–0  | Iran              | 25–10 | 25–16 | 25–12 |       |       | 75–38 |
| 06 tháng 9 | 11:30 | Kazakhstan        | 3–0  | New Zealand       | 25–15 | 25–16 | 25–17 |       |       | 75–48 |
| 06 tháng 9 | 13:30 | Đài Bắc Trung Hoa | 3–0  | Iran              | 25–10 | 25–13 | 25–21 |       |       | 75–44 |
| 07 tháng 9 | 10:00 | New Zealand       | 3–1  | Iran              | 25–23 | 25–20 | 20–25 | 27–25 |       | 97–93 |
| 07 tháng 9 | 13:30 | Đài Bắc Trung Hoa | 0–3  | Kazakhstan        | 22–25 | 16–25 | 16–25 |       |       | 54–75 |

### Bảng D
|      |            |     | Trận | Trận | Điểm | Điểm | Điểm  | Set | Set | Set   |
| Hạng | Đội        | Pts | W    | L    | W    | L    | Tỉ lệ | W   | L   | Tỉ lệ |
| ---- | ---------- | --- | ---- | ---- | ---- | ---- | ----- | --- | --- | ----- |
| 1    | Nhật Bản   | 6   | 3    | 0    | 225  | 125  | 1.800 | 9   | 0   | MAX   |
| 2    | Hàn Quốc   | 5   | 2    | 1    | 202  | 164  | 1.232 | 6   | 3   | 2.000 |
| 3    | Indonesia  | 4   | 1    | 2    | 166  | 198  | 0.838 | 3   | 6   | 0.500 |
| 4    | Uzbekistan | 3   | 0    | 3    | 119  | 225  | 0.529 | 0   | 9   | 0.000 |

| Ngày       | Giờ   |            | Điểm |            | Set 1 | Set 2 | Set 3 | Set 4 | Set 5 | Tổng  |
| ---------- | ----- | ---------- | ---- | ---------- | ----- | ----- | ----- | ----- | ----- | ----- |
| 05 tháng 9 | 13:00 | Hàn Quốc   | 3–0  | Indonesia  | 25–17 | 25–19 | 25–11 |       |       | 75–47 |
| 05 tháng 9 | 18:00 | Nhật Bản   | 3–0  | Uzbekistan | 25–8  | 25–10 | 25–11 |       |       | 75–29 |
| 06 tháng 9 | 18:00 | Nhật Bản   | 3–0  | Hàn Quốc   | 25–18 | 25–15 | 25–19 |       |       | 75–52 |
| 06 tháng 9 | 20:00 | Uzbekistan | 0–3  | Indonesia  | 16–25 | 16–25 | 16–25 |       |       | 48–75 |
| 07 tháng 9 | 18:00 | Nhật Bản   | 3–0  | Indonesia  | 25–16 | 25–15 | 25–13 |       |       | 75–44 |
| 07 tháng 9 | 20:00 | Hàn Quốc   | 3–0  | Uzbekistan | 25–13 | 25–15 | 25–14 |       |       | 75–42 |

## Vòng bảng thứ hai
- Kết quả và điểm số của các đội bóng tại vòng bảng thứ nhất vẫn sẽ được tính và đưa vào vòng bảng thứ hai. Mỗi đội tại vòng bảng thứ hai coi như đã có 1 trận thắng (hoặc 1 trận thua).

### Bảng E
|      |                   |     | Trận | Trận | Điểm | Điểm | Điểm  | Set | Set | Set   |
| Hạng | Đội               | Pts | W    | L    | W    | L    | Tỉ lệ | W   | L   | Tỉ lệ |
| ---- | ----------------- | --- | ---- | ---- | ---- | ---- | ----- | --- | --- | ----- |
| 1    | Thái Lan          | 6   | 3    | 0    | 243  | 171  | 1.421 | 9   | 1   | 9.000 |
| 2    | Kazakhstan        | 5   | 2    | 1    | 231  | 187  | 1.235 | 7   | 3   | 2.333 |
| 3    | Đài Bắc Trung Hoa | 4   | 1    | 2    | 183  | 202  | 0.906 | 3   | 6   | 0.500 |
| 4    | Úc                | 3   | 0    | 3    | 128  | 225  | 0.569 | 0   | 9   | 0.000 |

| Ngày       | Giờ   |            | Điểm |                   | Set 1 | Set 2 | Set 3 | Set 4 | Set 5 | Tổng  |
| ---------- | ----- | ---------- | ---- | ----------------- | ----- | ----- | ----- | ----- | ----- | ----- |
| 08 tháng 9 | 13:30 | Kazakhstan | 3–0  | Úc                | 25–16 | 25–11 | 25–13 |       |       | 75–40 |
| 08 tháng 9 | 15:30 | Thái Lan   | 3–0  | Đài Bắc Trung Hoa | 25–12 | 25–19 | 25–23 |       |       | 75–54 |
| 09 tháng 9 | 16:00 | Thái Lan   | 3–1  | Kazakhstan        | 18–25 | 25–20 | 25–17 | 25–19 |       | 93–81 |
| 09 tháng 9 | 20:00 | Úc         | 0–3  | Đài Bắc Trung Hoa | 11–25 | 19–25 | 22–25 |       |       | 52–75 |

### Bảng F
|      |            |     | Trận | Trận | Điểm | Điểm | Điểm  | Set | Set | Set   |
| Hạng | Đội        | Pts | W    | L    | W    | L    | Tỉ lệ | W   | L   | Tỉ lệ |
| ---- | ---------- | --- | ---- | ---- | ---- | ---- | ----- | --- | --- | ----- |
| 1    | Nhật Bản   | 6   | 3    | 0    | 229  | 173  | 1.324 | 9   | 0   | MAX   |
| 2    | Trung Quốc | 5   | 2    | 1    | 238  | 189  | 1.259 | 6   | 4   | 1.500 |
| 3    | Hàn Quốc   | 4   | 1    | 2    | 225  | 273  | 0.824 | 4   | 8   | 0.500 |
| 4    | Việt Nam   | 3   | 0    | 3    | 196  | 253  | 0.775 | 2   | 9   | 0.222 |

| Ngày       | Giờ   |            | Điểm |          | Set 1 | Set 2 | Set 3 | Set 4 | Set 5 | Tổng    |
| ---------- | ----- | ---------- | ---- | -------- | ----- | ----- | ----- | ----- | ----- | ------- |
| 08 tháng 9 | 18:00 | Nhật Bản   | 3–0  | Việt Nam | 25–20 | 25–16 | 25–16 |       |       | 75–52   |
| 08 tháng 9 | 20:00 | Trung Quốc | 3–1  | Hàn Quốc | 19–25 | 25–15 | 25–16 | 25–14 |       | 94–70   |
| 09 tháng 9 | 10:00 | Trung Quốc | 0–3  | Nhật Bản | 23–25 | 27–29 | 19–25 |       |       | 69–79   |
| 09 tháng 9 | 14:00 | Việt Nam   | 2–3  | Hàn Quốc | 17–25 | 25–18 | 25–18 | 25–27 | 12–15 | 104–103 |

### Bảng G
|      |             |     | Trận | Trận | Điểm | Điểm | Điểm  | Set | Set | Set   |
| Hạng | Đội         | Pts | W    | L    | W    | L    | Tỉ lệ | W   | L   | Tỉ lệ |
| ---- | ----------- | --- | ---- | ---- | ---- | ---- | ----- | --- | --- | ----- |
| 1    | New Zealand | 2   | 1    | 0    | 97   | 93   | 1.043 | 3   | 1   | 3.000 |
| 2    | Iran        | 1   | 0    | 1    | 93   | 97   | 0.959 | 1   | 3   | 0.333 |

### Bảng H
|      |            |     | Trận | Trận | Điểm | Điểm | Điểm  | Set | Set | Set   |
| Hạng | Đội        | Pts | W    | L    | W    | L    | Tỉ lệ | W   | L   | Tỉ lệ |
| ---- | ---------- | --- | ---- | ---- | ---- | ---- | ----- | --- | --- | ----- |
| 1    | Indonesia  | 4   | 2    | 0    | 150  | 104  | 1.442 | 6   | 0   | MAX   |
| 2    | Sri Lanka  | 3   | 1    | 1    | 164  | 183  | 0.896 | 3   | 5   | 0.600 |
| 3    | Uzbekistan | 2   | 0    | 2    | 156  | 183  | 0.852 | 2   | 6   | 0.333 |

| Ngày       | Giờ   |           | Điểm |            | Set 1 | Set 2 | Set 3 | Set 4 | Set 5 | Tổng    |
| ---------- | ----- | --------- | ---- | ---------- | ----- | ----- | ----- | ----- | ----- | ------- |
| 08 tháng 9 | 11:30 | Sri Lanka | 3–2  | Uzbekistan | 25–21 | 21–25 | 21–25 | 26–24 | 15–13 | 108–108 |
| 09 tháng 9 | 11:30 | Sri Lanka | 0–3  | Indonesia  | 20–25 | 17–25 | 19–25 |       |       | 56–75   |

## Vòng chung kết
- Kết quả và điểm số của các đội bóng tại vòng bảng thứ nhất và vòng bảng thứ hai vẫn sẽ được tính và đưa vào vòng chung kết. Mỗi đội tại vòng bảng thứ hai coi như đã có 1 trận thắng (hoặc 1 trận thua).

### Phân hạng 9-12
|      |             |     | Trận | Trận | Điểm | Điểm | Điểm  | Set | Set | Set   |
| Hạng | Đội         | Pts | W    | L    | W    | L    | Tỉ lệ | W   | L   | Tỉ lệ |
| ---- | ----------- | --- | ---- | ---- | ---- | ---- | ----- | --- | --- | ----- |
| 9    | Indonesia   | 6   | 3    | 0    | 227  | 168  | 1.351 | 9   | 0   | MAX   |
| 10   | Sri Lanka   | 5   | 2    | 1    | 250  | 256  | 0.977 | 6   | 6   | 1.000 |
| 11   | New Zealand | 4   | 1    | 2    | 256  | 275  | 0.931 | 5   | 7   | 0.714 |
| 12   | Iran        | 3   | 0    | 3    | 227  | 261  | 0.870 | 2   | 9   | 0.222 |

| Ngày       | Giờ   |             | Điểm |           | Set 1 | Set 2 | Set 3 | Set 4 | Set 5 | Tổng    |
| ---------- | ----- | ----------- | ---- | --------- | ----- | ----- | ----- | ----- | ----- | ------- |
| 11 tháng 9 | 09:00 | New Zealand | 2–3  | Sri Lanka | 25–18 | 25–27 | 25–21 | 16–25 | 13–15 | 104–106 |
| 11 tháng 9 | 13:30 | Indonesia   | 3–0  | Iran      | 25–14 | 25–19 | 26–24 |       |       | 76–57   |
| 12 tháng 9 | 09:00 | Iran        | 1–3  | Sri Lanka | 25–13 | 18–25 | 21–25 | 13–25 |       | 77–88   |
| 12 tháng 9 | 11:30 | New Zealand | 0–3  | Indonesia | 13–25 | 18–25 | 24–26 |       |       | 55–76   |

### Tranh ngôi vô địch
|      |                   |     | Trận | Trận | Điểm | Điểm | Điểm  | Set | Set | Set    |
| Hạng | Đội               | Pts | W    | L    | W    | L    | Tỉ lệ | W   | L   | Tỉ lệ  |
| ---- | ----------------- | --- | ---- | ---- | ---- | ---- | ----- | --- | --- | ------ |
| 1    | Nhật Bản          | 14  | 7    | 0    | 576  | 419  | 1.375 | 21  | 2   | 10.500 |
| 2    | Trung Quốc        | 13  | 6    | 1    | 541  | 387  | 1.398 | 18  | 4   | 4.500  |
| 3    | Thái Lan          | 12  | 5    | 2    | 596  | 539  | 1.106 | 16  | 10  | 1.600  |
| 4    | Hàn Quốc          | 11  | 4    | 3    | 591  | 589  | 1.003 | 15  | 13  | 1.154  |
| 5    | Kazakhstan        | 10  | 3    | 4    | 554  | 524  | 1.057 | 13  | 12  | 1.083  |
| 6    | Đài Bắc Trung Hoa | 9   | 2    | 5    | 405  | 485  | 0.835 | 6   | 15  | 0.400  |
| 7    | Việt Nam          | 8   | 1    | 6    | 494  | 569  | 0.868 | 6   | 19  | 0.316  |
| 8    | Úc                | 7   | 0    | 7    | 303  | 548  | 0.553 | 1   | 21  | 0.048  |

| Ngày       | Giờ   |                   | Điểm |                   | Set 1 | Set 2 | Set 3 | Set 4 | Set 5 | Tổng    |
| ---------- | ----- | ----------------- | ---- | ----------------- | ----- | ----- | ----- | ----- | ----- | ------- |
| 10 tháng 9 | 12:00 | Nhật Bản          | 3–0  | Úc                | 25–10 | 25–13 | 25–12 |       |       | 75–35   |
| 10 tháng 9 | 13:30 | Kazakhstan        | 2–3  | Hàn Quốc          | 24–26 | 31–29 | 23–25 | 25–19 | 11–15 | 114–114 |
| 10 tháng 9 | 16:00 | Thái Lan          | 3–1  | Việt Nam          | 26–24 | 25–21 | 22–25 | 25–20 |       | 98–90   |
| 10 tháng 9 | 18:00 | Trung Quốc        | 3–0  | Đài Bắc Trung Hoa | 25–11 | 25–17 | 25–13 |       |       | 75–41   |
| 11 tháng 9 | 12:00 | Nhật Bản          | 3–0  | Đài Bắc Trung Hoa | 25–12 | 25–16 | 25–20 |       |       | 75–48   |
| 11 tháng 9 | 16:00 | Thái Lan          | 3–2  | Hàn Quốc          | 22–25 | 20–25 | 25–20 | 25–17 | 15–13 | 107–100 |
| 11 tháng 9 | 18:00 | Trung Quốc        | 3–0  | Úc                | 25–5  | 25–15 | 25–15 |       |       | 75–35   |
| 11 tháng 9 | 20:00 | Kazakhstan        | 3–0  | Việt Nam          | 25–17 | 25–17 | 25–17 |       |       | 75–51   |
| 12 tháng 9 | 14:00 | Úc                | 1–3  | Việt Nam          | 11–25 | 25–23 | 21–25 | 11–25 |       | 68–98   |
| 12 tháng 9 | 16:00 | Kazakhstan        | 0–3  | Trung Quốc        | 21–25 | 22–25 | 16–25 |       |       | 59–75   |
| 12 tháng 9 | 17:30 | Thái Lan          | 1–3  | Nhật Bản          | 25–27 | 18–25 | 25–23 | 17–25 |       | 85–100  |
| 12 tháng 9 | 20:00 | Đài Bắc Trung Hoa | 0–3  | Hàn Quốc          | 17–25 | 16–25 | 25–27 |       |       | 58–77   |
| 13 tháng 9 | 11:30 | Hàn Quốc          | 3–0  | Úc                | 25–17 | 25–13 | 25–7  |       |       | 75–37   |
| 13 tháng 9 | 14:00 | Nhật Bản          | 3–1  | Kazakhstan        | 22–25 | 25–16 | 25–18 | 25–16 |       | 97–75   |
| 13 tháng 9 | 16:00 | Thái Lan          | 0–3  | Trung Quốc        | 18–25 | 26–28 | 19–25 |       |       | 63–78   |
| 13 tháng 9 | 18:00 | Đài Bắc Trung Hoa | 3–0  | Việt Nam          | 25–15 | 25–20 | 25–21 |       |       | 75–56   |

## Xếp hạng chung cuộc
| Rank | Team              |
| ---- | ----------------- |
| 1    | Nhật Bản          |
| 2    | Trung Quốc        |
| 3    | Thái Lan          |
| 4    | Hàn Quốc          |
| 5    | Kazakhstan        |
| 6    | Đài Bắc Trung Hoa |
| 7    | Việt Nam          |
| 8    | Úc                |
| 9    | Indonesia         |
| 10   | Sri Lanka         |
| 11   | New Zealand       |
| 12   | Iran              |
| 13   | Uzbekistan        |

|  | Đủ điều kiện để tham dự 2007 World Cup và 2008 Olympic Qualifier |
|  | Đủ điều kiện để tham dự 2008 Olympic Qualifier                   |

| 2007 Asian Women's Champions |
| ---------------------------- |
| · Nhật Bản · Lần 3           |

## Danh hiệu cá nhân
- Vận động viên toàn diện:  Miyuki Takahashi
- Ghi điểm tốt nhất:  Yelena Pavlova
- Chủ cônng xuất sắc nhất:  Xue Ming
- Chắn bóng tốt nhất:  Pleumjit Thinkaow
- Phát bóng tốt nhất:  Saori Kimura
- Chuyền hai xuất sắc nhất:  Nootsara Tomkom
- Libero xuất sắc nhất:  Wanna Buakaew
- Phòng thủ tốt nhất:  Yuko Sano